# (7453) Словцов
(7453) Словцов (лат. Slovtsov) — типичный астероид главного пояса, открыт 5 сентября 1978 года советским астрономом Николаем Черных в Крымской астрофизической обсерватории и 24 января 2000 года назван в честь историка Сибири и поэта Петра Словцова.

## Обнаружение и именование
(7453) Словцов
Открыт 5 сентября 1978 года в Крымской астрофизической обсерватории Н. С. Черных.
Пётр Андреевич Словцов (1767—1843) — историограф Сибири и основоположник сибирского краеведения. Был выдающимся историком, поэтом, философом и педагогом, а также религиозным и общественным деятелем.
Оригинальный текст (англ.)7453 Slovtsov
Discovered 1978 Sept. 5 by N. S. Chernykh at the Crimean Astrophysical Observatory.
Petr Andreevich Slovtsov (1767—1843), historiographer of Siberia and founder of regional studies of Siberia, was a prominent historian, poet, philosopher and pedagogue, as well as a religious and public figure.
Источники: 20000124/MPCPages.arc; M.P.C. 38197.

## Орбита

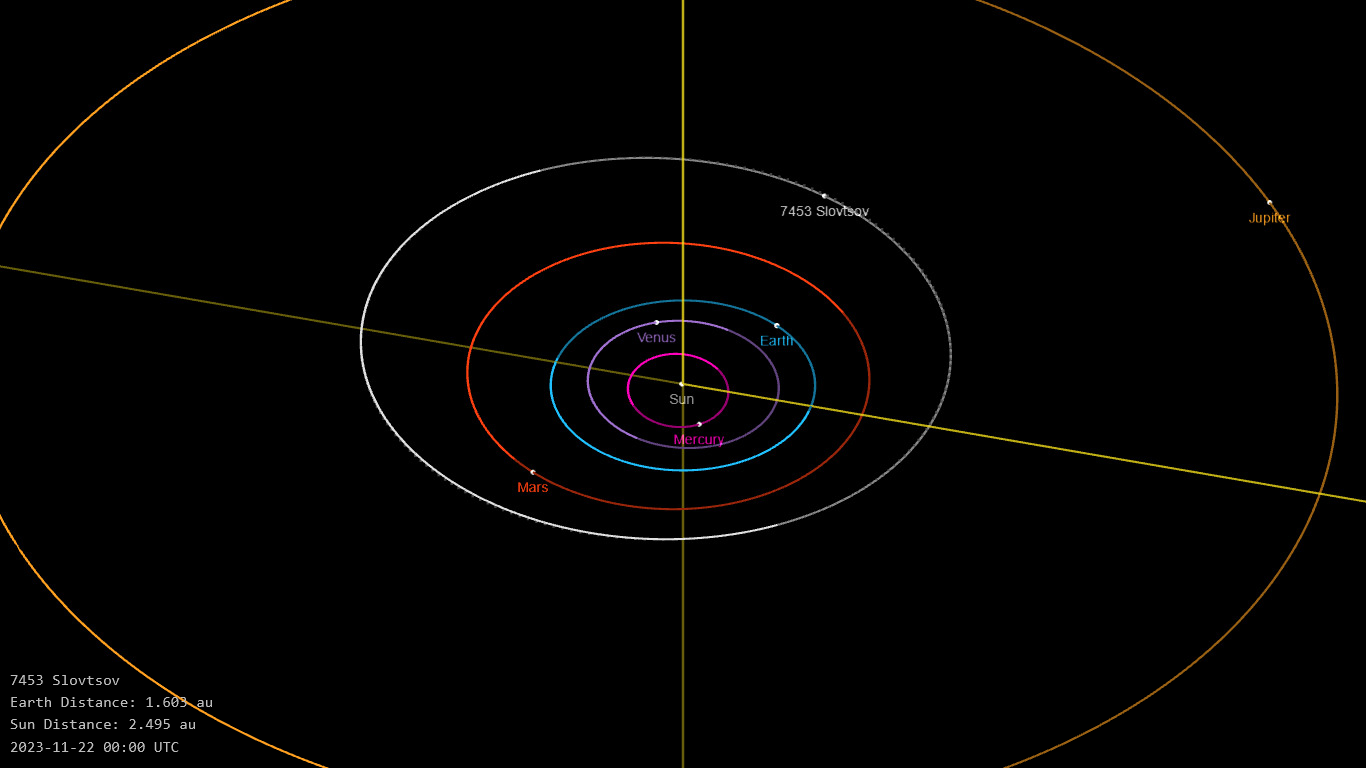
Орбита астероида Словцов и его положение в Солнечной системе

## Физические характеристики
Астероид относится к таксономическому классу S.
По результатам наблюдений в видимом и ближнем инфракрасном диапазоне космического телескопа NEOWISE диаметр астероида оценивался равным 5,223±0,115 км, 3,64±0,73 км, 3,11±0,54 км и 3,60±0,87 км. Согласно тем же источникам альбедо оценивается как 0,0853±0,0149, 0,13±0,05, 0,085±0,015, 0,201±0,091 и 0,178±0,100.